# Richard Peto
Richard Peto FRS (14 de maio de 1943) é professor de estatística médica e epidemiologia na Universidade de Oxford no Reino Unido.
Frequentou o Taunton's College em Southampton e estudou ciências naturais na Universidade de Cambridge.
Foi colaborador de Richard Doll na Unidade de Pesquisa Estatística do Medical Research Council em Londres.
Fundou a Clinical Trial Service Unit (CTSU) em Oxford em 1975, sendo atualmente co-diretor.
Tornou-se membro da Royal Society em 1989, por suas contribuições ao desenvolvimento da metanálise. É especialista no estudo de mortes relacionadas ao uso do tabaco.
O paradoxo de Peto recebeu o seu nome.

## Publicações selecionadas
- Gribbin B, Pickering TG, Sleight P, Peto R. Effect of age and high blood pressure on baroreflex sensitivity in man. Circ Res. 1971 Oct;29(4):424-31. PMID 5110922.
- Peto R, Peto J. Asymptotically efficient rank invariant test procedures. J R Stat Soc Ser A 1972;135(2):185-207.
- Doll R, Peto R. Mortality in relation to smoking: 20 years' observations on male British doctors. Br Med J. 1976 Dec 25;2(6051):1525-36. PMID 1009386.
- Peto R, Pike MC, Armitage P, Breslow NE, Cox DR, Howard SV, Mantel N, McPherson K, Peto J, Smith PG. Design and analysis of randomized clinical trials requiring prolonged observation of each patient. I. Introduction and design. Br J Cancer. 1976 Dec;34(6):585-612. PMID 795448.
- Peto R, Pike MC, Armitage P, Breslow NE, Cox DR, Howard SV, Mantel N, McPherson K, Peto J, Smith PG. Design and analysis of randomized clinical trials requiring prolonged observation of each patient. II. Analysis and examples. Br J Cancer. 1977 Jan;35(1):1-39. PMID 831755.
- Peto R, Doll R, Buckley JD, Sporn MB. Can dietary beta-carotene materially reduce human cancer rates? Nature. 1981 Mar 19;290(5803):201-8. PMID 7010181.
- Doll R, Peto R. The causes of cancer: quantitative estimates of avoidable risks of cancer in the United States today. J Natl Cancer Inst. 1981 Jun;66(6):1191-308. PMID 7017215.
- Peto R, Schneiderman M, eds. Quantification of occupational cancer. Cold Spring Harbor, NY: Cold Spring Harbor Laboratory, 1981. ISBN 0879692081.
- Yusuf S, Peto R, Lewis J, Collins R, Sleight P. Beta blockade during and after myocardial infarction: an overview of the randomized trials. Prog Cardiovasc Dis. 1985 Mar-Apr;27(5):335-71. doi:10.1016/S0033-0620(85)80003-7 PMID 2858114.
- Peto R, zur Hausen H, eds. Viral etiology of cervical cancer. Cold Spring Harbor, NY: Cold Spring Harbor Laboratory, 1986. ISBN 0879692219.
- MacMahon S, Peto R, Cutler J, Collins R, Sorlie P, Neaton J, Abbott R, Godwin J, Dyer A, Stamler J. Blood pressure, stroke, and coronary heart disease. Part 1, Prolonged differences in blood pressure: prospective observational studies corrected for the regression dilution bias. Lancet. 1990 Mar 31;335(8692):765-74. PMID 1969518.
- Collins R, Peto R, MacMahon S, Hebert P, Fiebach NH, Eberlein KA, Godwin J, Qizilbash N, Taylor JO, Hennekens CH. Blood pressure, stroke, and coronary heart disease. Part 2, Short-term reductions in blood pressure: overview of randomised drug trials in their epidemiological context. Lancet. 1990 Apr 7;335(8693):827-38. PMID 1969567.
- Peto R, Imperial Cancer Research Fund (Great Britain), World Health Organization, et al. Mortality from smoking in developed countries, 1950-2000: indirect estimates from national vital statistics. Oxford and New York: Oxford University Press, 1994. ISBN 0192626191.
- Hennekens CH, Buring JE, Manson JE, Stampfer M, Rosner B, Cook NR, Belanger C, LaMotte F, Gaziano JM, Ridker PM, Willett W, Peto R. Lack of effect of long-term supplementation with beta carotene on the incidence of malignant neoplasms and cardiovascular disease. N Engl J Med. 1996 May 2;334(18):1145-9. PMID 8602179.
- Thun MJ, Peto R, Lopez AD, Monaco JH, Henley SJ, Heath CW Jr, Doll R. Alcohol consumption and mortality among middle-aged and elderly U.S. adults. N Engl J Med. 1997 Dec 11;337(24):1705-14. doi:10.1056/NEJM199712113372401 PMID 9392695.
- Danesh J, Collins R, Appleby P, Peto R. Association of fibrinogen, C-reactive protein, albumin, or leukocyte count with coronary heart disease: meta-analyses of prospective studies. JAMA. 1998 May 13;279(18):1477-82. PMID 9600484.
- Peto R, Darby S, Deo H, Silcocks P, Whitley E, Doll R. Smoking, smoking cessation, and lung cancer in the UK since 1950: combination of national statistics with two case-control studies. BMJ. 2000 Aug 5;321(7257):323-9. PMID 10926586.
- Collins R, Armitage J, Parish S, Sleigh P, Peto R; Heart Protection Study Collaborative Group. MRC/BHF Heart Protection Study of cholesterol-lowering with simvastatin in 5963 people with diabetes: a randomised placebo-controlled trial. Lancet. 2003 Jun 14;361(9374):2005-16. PMID 12814710.
- Halliday A, Mansfield A, Marro J, Peto C, Peto R, Potter J, Thomas D; MRC Asymptomatic Carotid Surgery Trial (ACST) Collaborative Group. Prevention of disabling and fatal strokes by successful carotid endarterectomy in patients without recent neurological symptoms: randomised controlled trial. Lancet. 2004 May 8;363(9420):1491-502. PMID 15135594.
- Doll R, Peto R, Boreham J, Sutherland I. Mortality in relation to smoking: 50 years' observations on male British doctors. BMJ. 2004 Jun 26;328(7455):1519. doi:10.1136/bmj.38142.554479.AE PMID 15213107.
- Baigent C, Keech A, Kearney PM, Blackwell L, Buck G, Pollicino C, Kirby A, Sourjina T, Peto R, Collins R, Simes R; Cholesterol Treatment Trialists' (CTT) Collaborators. Efficacy and safety of cholesterol-lowering treatment: prospective meta-analysis of data from 90,056 participants in 14 randomised trials of statins. Lancet. 2005 Oct 8;366(9493):1267-78. PMID 16214597.
- Clarke M, Collins R, Darby S, Davies C, Elphinstone P, Evans E, Godwin J, Gray R, Hicks C, James S, MacKinnon E, McGale P, McHugh T, Peto R, Taylor C, Wang Y; Early Breast Cancer Trialists' Collaborative Group (EBCTCG). Effects of radiotherapy and of differences in the extent of surgery for early breast cancer on local recurrence and 15-year survival: an overview of the randomised trials. Lancet. 2005 Dec 17;366(9503):2087-106. PMID 16360786.